# El Medah
El Medah (ou El Maddah) est une ville et une commune du centre-ouest de la Mauritanie, située dans la région de l'Adrar. Elle a une palmeraie et fait partie de la moughataa d'Aoujeft.

## Population
Lors du recensement général de 2000, El Medah comptait 3 900 habitants.